# Émetteur de Crystal Palace

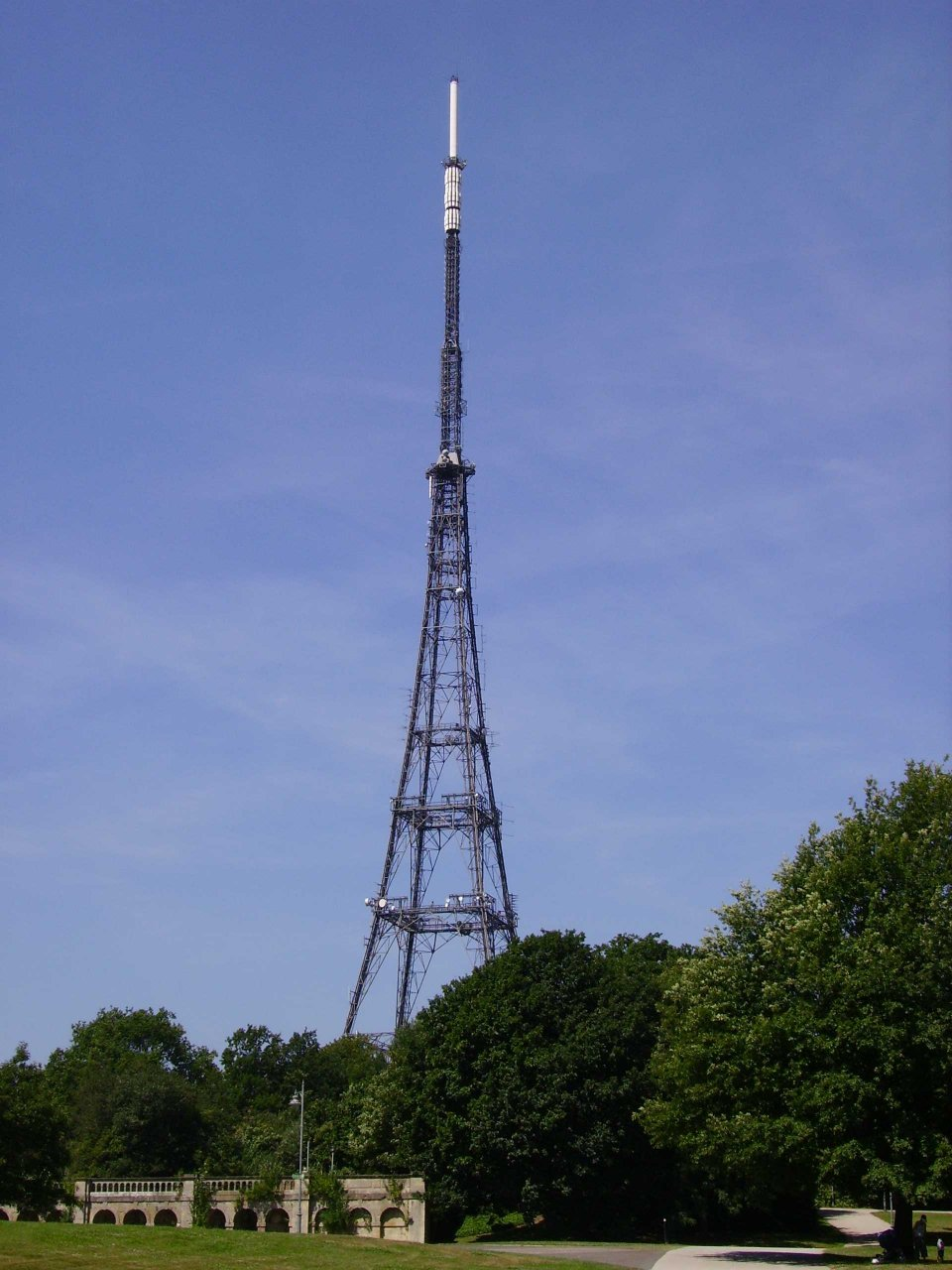
Émetteur de Crystal Palace

L'émetteur de Crystal Palace est un centre de radiodiffusion et de télécommunications situé au lieu-dit Crystal Palace appartenant à la municipalité de Bromley à Londres.
Sa tour est la seconde structure de Londres par sa hauteur. L'émetteur est très connu car c'est le point de diffusion principal de la télévision londonienne, et un des points de diffusion les plus importants au Royaume-Uni.

## Histoire et développement

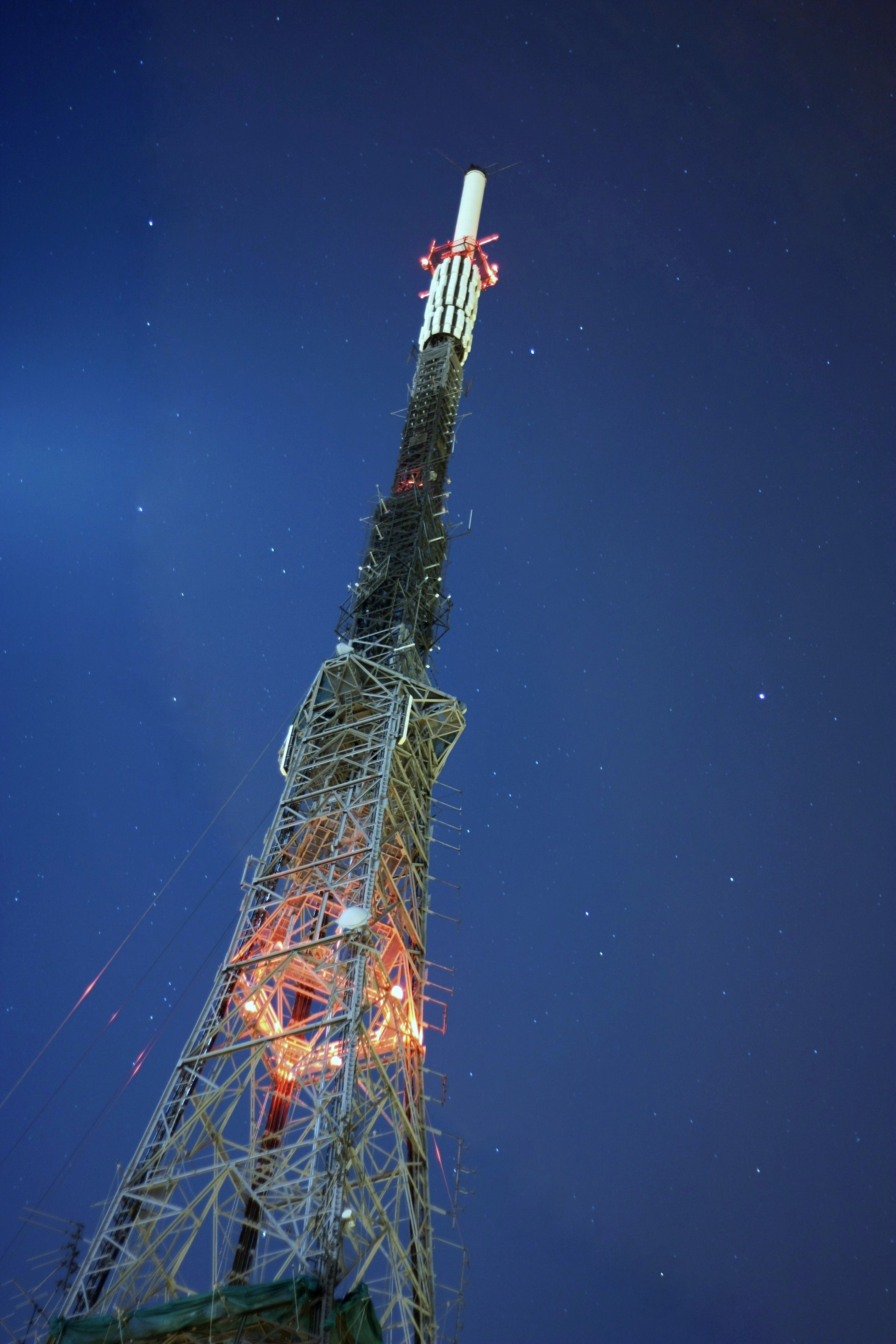
Emetteur de Crystal Palace de nuit.

La station d'émission a été construite dans le milieu des années 1950 sur le site de l'ancien aquarium de Crystal Palace, en détruisant la plus grande partie. Sa tour de 222m (728pi.) de haut a été la plus haute de Londres jusqu'à la construction de la tour One Canada Square au Canary Wharf en 1991. Plus que sa taille, sa situation et sa simplicité en font un élément capital du paysage de Londres, au point qu'elle a été surnommée la Tour Eiffel de Londres.
À sa première construction, l'émetteur transmettait uniquement la chaîne de télévision de la BBC dans l'ancien système VHF à 405 lignes. Ensuite, l'Émetteur de Croydon a été construit pour diffuser la chaîne ITV. Quand les émissions en UHF ont démarré en 1964, d'abord BBC2, puis ITV et BBC1 ont été transmises depuis l'émetteur de Crystal Palace. Cependant, même aujourd'hui, l'émetteur ne transmet pas la chaîne analogique de Channel 4, qui vient de l'émetteur voisin de Croydon, 3 km plus loin. Quand toute la région de Londres sera passée à la TNT, en 2012, toutes les chaînes de télévision seront diffusées depuis Crystal Palace, avec l'émetteur de Croydon capable d'assurer une diffusion de secours en cas de besoin. Le système VHF à 405 lignes a été stoppé en 1985, et aujourd'hui toutes les chaines analogiques sur l'émetteur sont en UHF.
L'émetteur transmet sur la région de Londres les chaînes analogiques de BBC One, BBC Two, ITV1 et Channel 4, chacune avec une puissance rayonnée de 1 MW, ainsi que les six multiplex de TNT. Ces multiplex ont une puissance rayonnée efficace de 20 kW, avec des faisceaux orientés principalement vers le Sud et l'Est. Même si la TNT demande bien moins de puissance que la télévision analogique pour assurer une couverture comparable, cette différence de 17 dB est trop importante pour assurer une couverture similaire. L'émetteur a donc désormais une portée de 50 km en TNT, à comparer à sa portée de 90 km pour les chaînes analogiques.
La tour est aussi utilisée pour transmettre en FM de nombreuses radios locales, comme BBC London 94.9, XFM, Choice Fm et Virgin Radio, et sert aussi de relais national pour les 4 chaînes FM nationales de la BBC et pour Classic FM. La tour transmet aussi des radios en ondes moyennes (Spectrum Radio sur 558 kHz, BBC Radio 4 sur 720 kHz et Kismat Radio sur 1035 kHz). Depuis que la tour a été reliée à la terre, un câble-antenne aérien est utilisé pour les services en ondes moyennes.
Depuis 1995, la tour sert aussi comme un des cinq émetteurs londoniens pour le multiplex DAB de la BBC. Il a été rejoint en 1999 par le service DAB Digital One, et un autre service local de DAB est aussi transmis depuis lors.
En mai 2006, Crystal Palace a commencé à diffuser les premiers signaux de TVHD du Royaume-Uni, afin de permettre à un groupe de 450 foyers londoniens de tester les diffusions HD de la BBC, ITV, Channel 4 and Five, pour mesurer la viabilité et les problèmes potentiels d'une future diffusion HD hertzienne nationale.

## Développements Futurs
Les plans du gouvernement britannique pour le basculement au tout TNT se basent sur l'utilisation de tous les émetteurs analogiques actuels du pays. En conséquence, Crystal Palace va rester un élément-clé de réseau de diffusion lorsque cette bascule aura eu lieu en 2012. En juillet 2007, l'organisme de supervision des communications en Angleterre (Ofcom) a confirmé que l'émetteur de Crystal Palace resterait dans le premier groupe d'émetteurs (groupe A) après la cessation des transmissions en analogique.

## Canaux listés par fréquence

### Radios Analogiques (AM Ondes Moyennes)
- 558 kHz - Spectrum
- 720 kHz - BBC Radio 4
- 1035 kHz - Kismat Radio

### Radios Analogiques (FM VHF)
- 88.8 MHz - BBC Radio 2
- 91.0 MHz - BBC Radio 3
- 93.2 MHz - BBC Radio 4
- 94.9 MHz - BBC London
- 96.9 MHz - Choice FM
- 98.5 MHz - BBC Radio 1
- 100.6 MHz - Classic FM
- 104.9 MHz - XFM
- 105.8 MHz - Virgin Radio

### Radios Numériques (DAB)
- Bloc 11D (222.064 MHz) - Digital One
- Bloc 12A (223.936 MHz) - Switch London
- Bloc 12B (225.648 MHz) - BBC

### Télévisions Analogiques
- UHF 23 (487.25 MHz) - ITV London (Carlton TV / London Week-End TV)
- UHF 26 (511.25 MHz) - BBC One London
- UHF 30 (543.25 MHz) - Channel 4
- UHF 33 (567.25 MHz) - BBC Two

### Télévisions Numériques
- UHF 22 (482 MHz) - Multiplexe 2 - Digital 3&4
- UHF 25 (506 MHz) - Multiplexe 1 - BBC
- UHF 27 (522 MHZ) - ITV, Channel 4 et Five en HD pour tests
- UHF 28 (530 MHz) - Multiplexe B - BBC
- UHF 29 (538 MHz) - Multiplexe D - National Grid Wireless
- UHF 31 (554 MHz) - BBC HD pour tests
- UHF 32 (562 MHz) - Multiplexe A - S4C Digital Networks
- UHF 34 (578 MHz) - Multiplexe C - National Grid Wireless